# (32414) 2000 RT29
2000 RT29 (asteroide 32414) é um asteroide da cintura principal. Possui uma excentricidade de 0.07592080 e uma inclinação de 8.72423º.
Este asteroide foi descoberto no dia 1 de setembro de 2000 por LINEAR em Socorro.